# Чешки коридор
Чешки коридор, или Чешко-југословенски територијални коридор, био је пропали приједлог током Париске мировне конференције 1919. године у периоду након Првог свјетског рата. Приједлогом је требало да настане територијална веза између Краљевства Срба, Хрвата и Словенаца и Републике Чехословачке. Назив „Чешки коридор” је настао јер су представници Краљевства СХС на мировној конференцији изјавили да би територију радо препустили Чесима. Приједлог је одбијен на конференцији.
Коридор би се састојао од Бургенланда и других подручја која се налазе дуж будуће аустријско-мађарске границе. Област је понекад називано Западно Прекодунавље. У фебруару 1916. године у меморандуму Влади Француске, Томаш Масарик је изјавио да ће коридор исправити „раздвојеност Чехословака и Југословена” која је настала Угарском инвазијом у 9. вијеку.
Коридор је требало да буде 200 километара дуг и 80 километара широк. Прошао би кроз четири угарске жупаније, и то кроз: Мошон, Шопрон, Ваш и Залу. Међутим, постојале су варијанте приједлога које би захватале знатно већи простор.
Мала је вјероватноћа да би словенским државама овај приједлог прошао путем принципа самоопредјељења, јер је од око 1.171.000 становника у тој области, било 662.000 Мађара, 220.000 Словена и 289.000 осталих (већином Нијемаца). Према Чесима, главни циљ коридора је био одвајање Нијемаца од источне и западне Европе. Такође је поменуто да би то било веома корисно за Француску.